# Elezioni generali in Namibia del 1999
Le elezioni generali in Namibia del 1999 si tennero il 30 novembre e il 1º dicembre per l'elezione della Presidenza e dei membri del Parlamento.

## Risultati

### Elezioni presidenziali
| Candidati       | Partiti                                           | Voti    | %     |
| --------------- | ------------------------------------------------- | ------- | ----- |
| Sam Nujoma      | Organizzazione Popolare dell'Africa del Sud-Ovest | 414 096 | 76,85 |
| Benjamin Ulenga | Congresso dei Democratici                         | 56 541  | 10,49 |
| Katuutire Kaura | Alleanza Democratica di Turnhalle                 | 51 939  | 9,64  |
| Justus Garoëb   | Fronte Democratico Unito                          | 16 272  | 3,02  |
| Totale          | Totale                                            | 538 848 | 100   |

### Elezioni parlamentari
| Liste                                                     | Voti    | %     | Seggi |
| --------------------------------------------------------- | ------- | ----- | ----- |
| Organizzazione Popolare dell'Africa del Sud-Ovest (SWAPO) | 408 174 | 76,15 | 55    |
| Congresso dei Democratici (COD)                           | 53 289  | 9,94  | 7     |
| Alleanza Democratica di Turnhalle (DTA)                   | 50 824  | 9,48  | 7     |
| Fronte Democratico Unito (UDF)                            | 15 685  | 2,93  | 2     |
| Gruppo d'Azione di Controllo (MAG)                        | 3 618   | 0,67  | 1     |
| Unione Nazionale dell'Africa del Sud-Ovest (SWANU)        | 1 885   | 0,35  | –     |
| Coalizione Democratica della Namibia (DCN)                | 1 797   | 0,34  | –     |
| Convenzione Federale della Namibia (FCN)                  | 764     | 0,14  | –     |
| Totale                                                    | 536 036 | 100   | 72    |